# هیرویاسو کاواکاتسو
هیرویاسو کاواکاتسو (انگلیسی: Hiroyasu Kawakatsu؛ زادهٔ ۱۹ سپتامبر ۱۹۷۵) بازیکن فوتبال اهل ژاپن است.